# Saltoluokta
Koordinaten: 67° 23′ 38″ N, 18° 31′ 15″ O
Saltoluokta ist eine Siedlung in Schweden im Nationalpark Stora Sjöfallet. Der Ort liegt etwa 120 Kilometer westlich von Gällivare noch auf dem Gelände der Gemeinde Jokkmokk am See Langas. Auf der gegenüberliegenden Seeseite führt der Länsväg BD 827 vorbei.
Saltoluokta ist heute meist als „Fjällstation“ bekannt, die am Weitwanderweg Kungsleden liegt. Der Ort ist ein sehr alter Siedlungsplatz der Ureinwohner Skandinaviens, der auch heute noch von den Samen benutzt wird.

## Erreichbarkeit
Der See Langas ist ein aufgestautes Teilstück des Flusses Luleälven. Saltoluokta liegt am südlichen Ufer und ist im Sommer von Norden aus nur per Boot zu erreichen. In dieser Zeit findet ein täglicher Bootstransfer von Kebnats aus – dies ist ein kleiner Weiler am gegenüberliegenden Ufer – statt. In der Wintersaison ist eine Eisstraße markiert, die nicht verlassen werden sollte. Aufgrund der Bodenbeschaffenheit des Flusses ist das Eis in diesem Bereich oft sehr instabil und dünn.

## Etappe und Station des Kungsleden
In Saltoluokta beginnt bzw. endet ein Teilabschnitt des Kungsleden, bei dem man Rapadalen und den Berg Skierfe passiert.
Rapadalen und Skierfe sowie auch die drei Nationalparks Sarek, Stora Sjöfallet und Padjelanta gehören zum UNESCO-Weltnaturerbe Laponia.
Die Fjällstation Saltoluokta ist in der Hauptsaison im Sommer (Juni bis September) und Winter (Februar bis Mai) jeweils für mehrere Monate geöffnet.

## Galerie

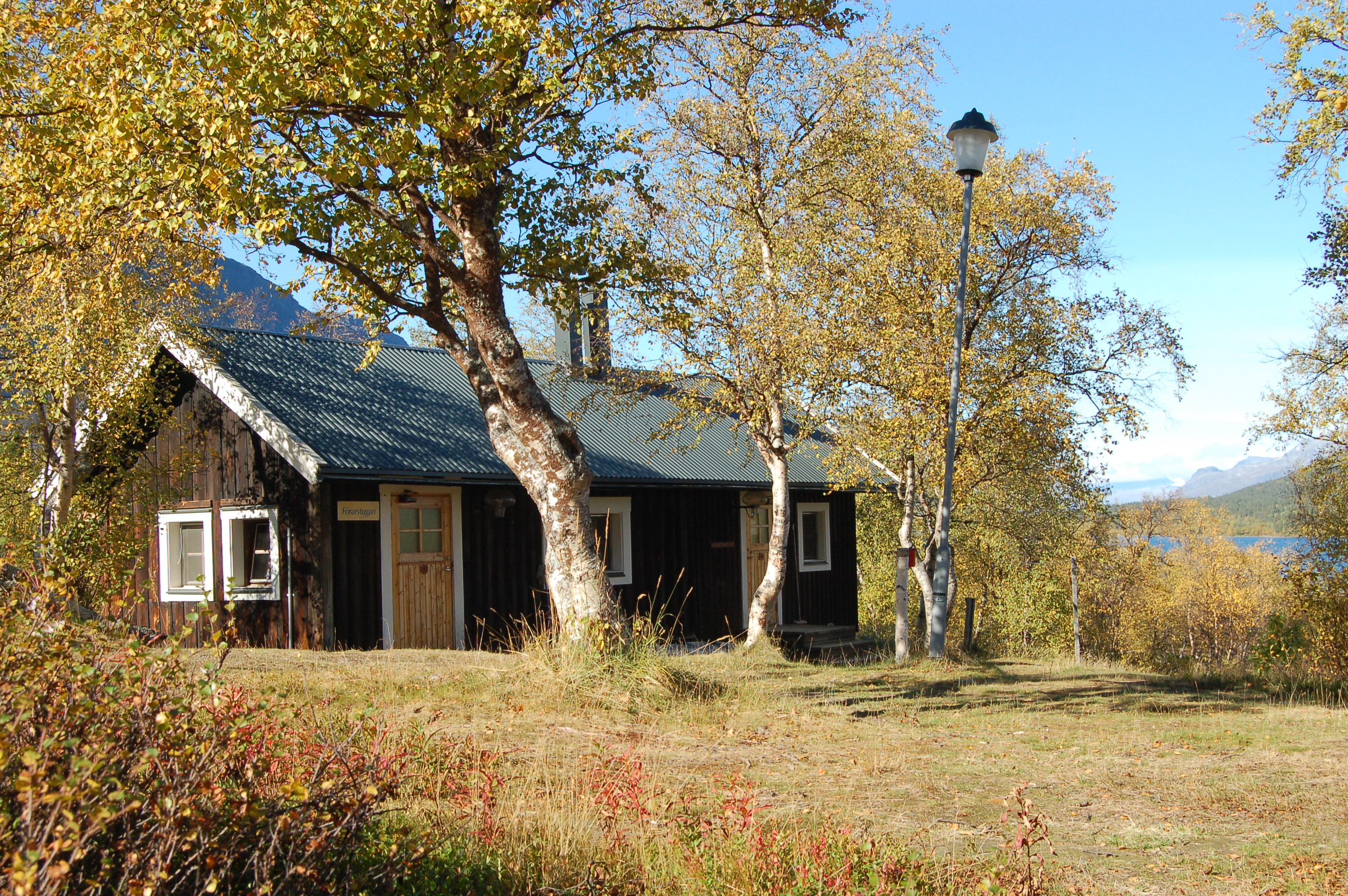
Förarstugan
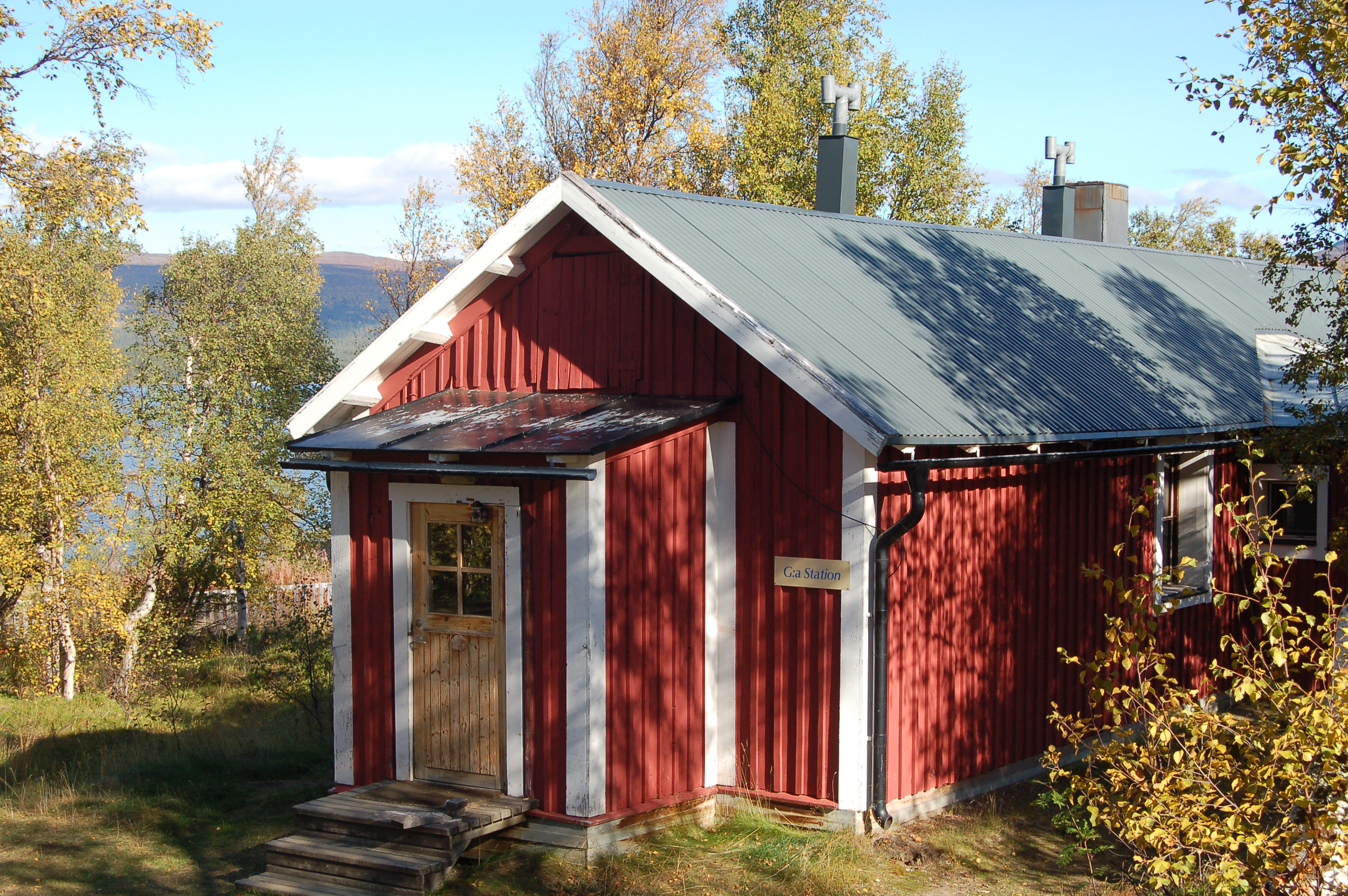
Alte Fjällstation
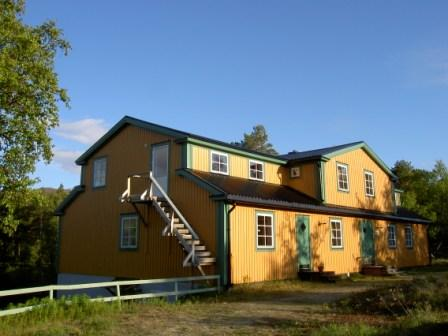
Saltoluokta fjällstation
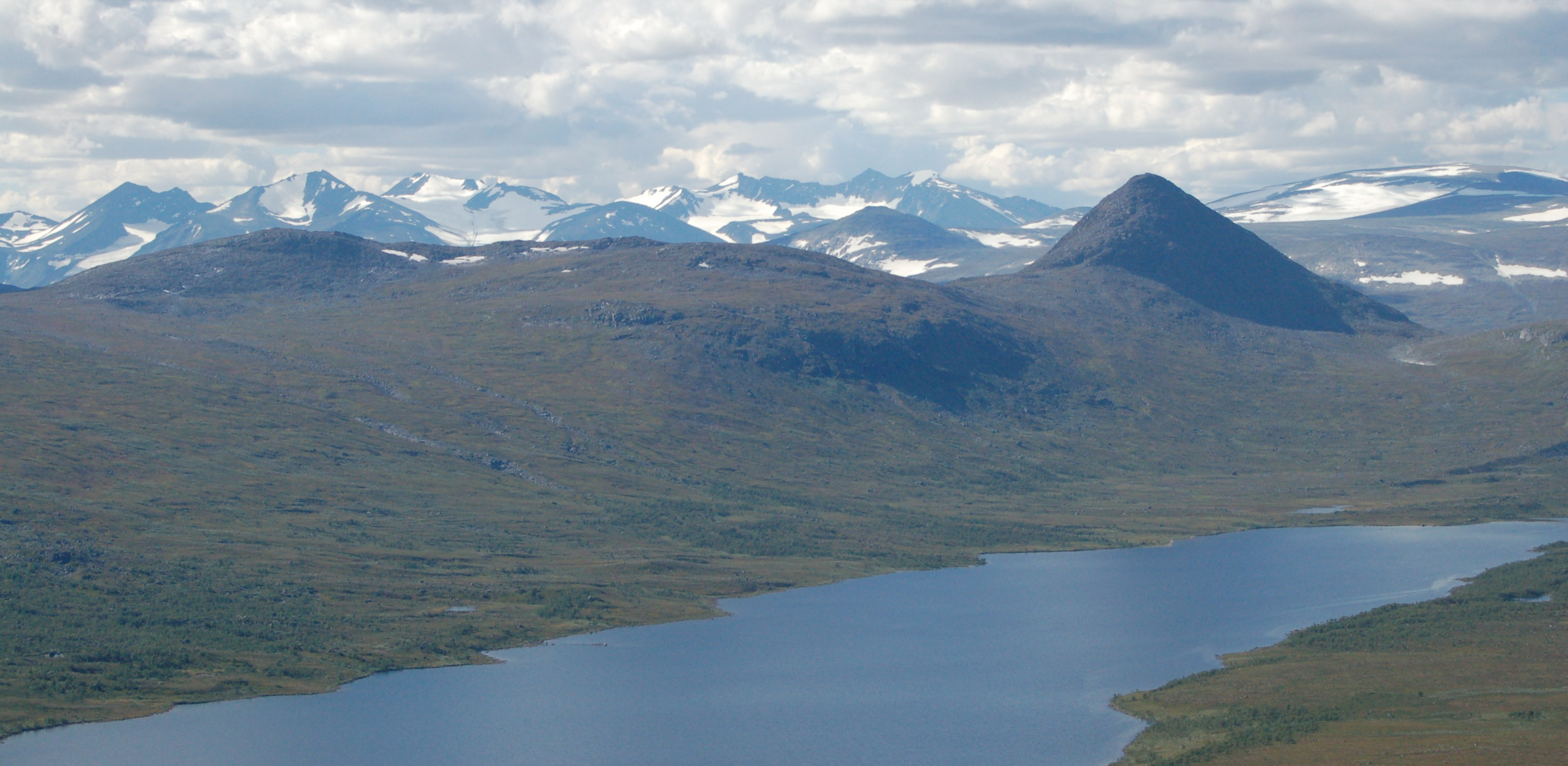
Blick auf Sarek von Kerkau nahe Saltoluokta
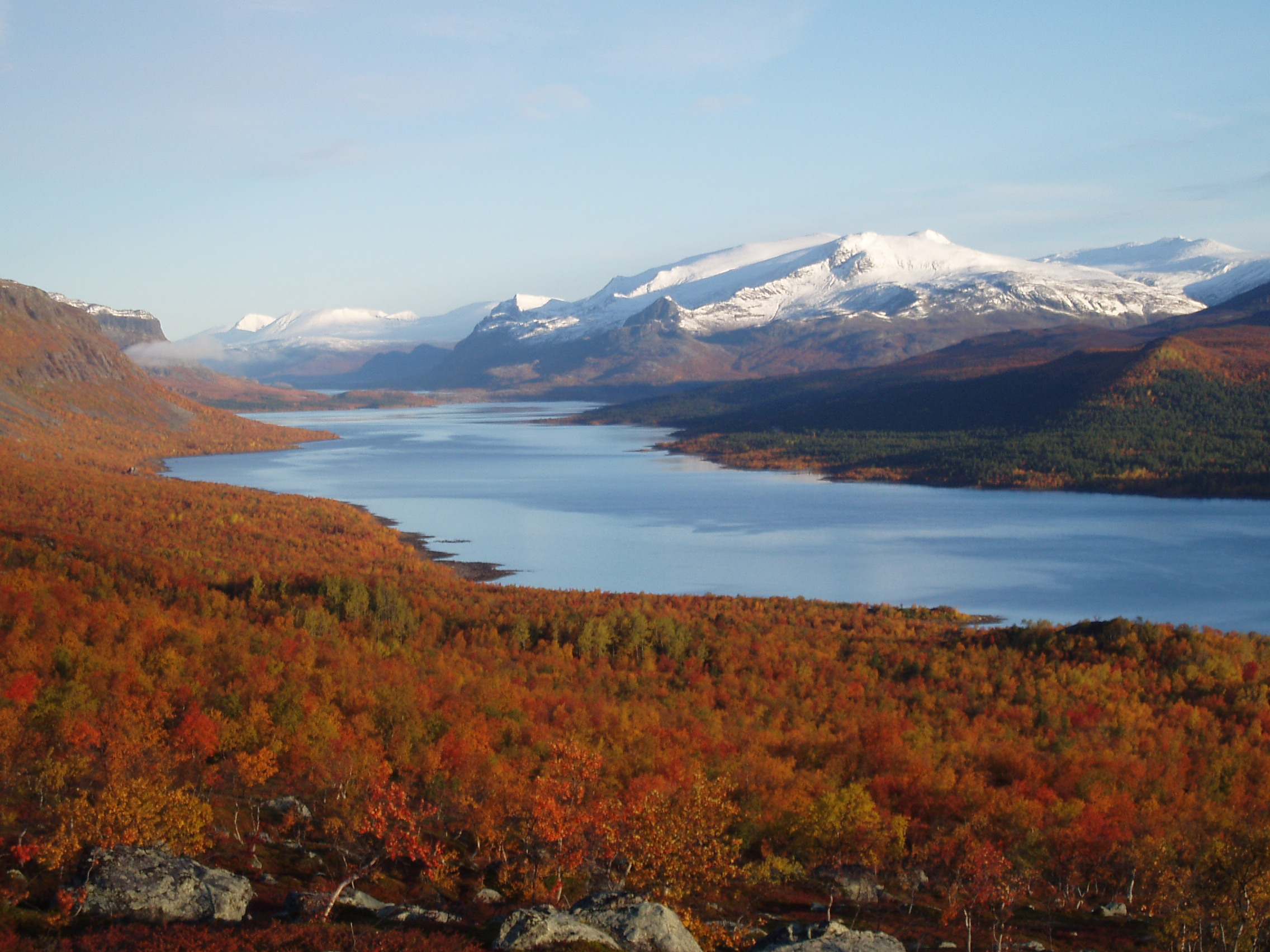
Saltoluokta im September